# 娛親雅言
《娛親雅言》是清代乾嘉學者嚴元照的筆記體著作。“娛親雅言”字面上是撰此說經之書來娛樂患病的父親，實質内容為貫徹語言學觀念的考據專著。全書共六卷，以《爾雅》《十三經》為主要對象，加之以《國語》《大戴禮記》，共計385條考據材料。考據的内容多樣，包括校勘文本、申論詞義、辨析經義、考求經義以及總結體例等，注重從語言文字事實出發，體現了乾嘉學派“無徵不信”的觀念。